# 고려중학교
고려중학교(高麗中學校)는 대한민국 광주광역시 북구 삼각동에 있는 사립 중학교이다.

## 학교 연혁
- 1985년 5월 6일 : 학교법인 고려학원 설립인가
- 1985년 5월 6일 : 초대 고창주 이사장 취임
- 1985년 11월 23일 : 본관동 준공
- 1986년 1월 21일 : 고려중학교 24학급 설립인가
- 1986년 2월 1일 : 초대 고제현 교장 취임
- 1986년 3월 8일 : 고려중학교 제1회 입학식
- 1997년 10월 2일 : 체육관(효봉관) 준공
- 2003년 6월 9일 : 신관동 준공
- 2015년 1월 26일 : 급식소 준공
- 2022년 3월 1일 : 제9대 조규인 교장 취임
- 2022년 3월 2일 : 고려중학교 제37회 입학식
- 2024년 7월 23일 : 제3대 고광재 이사장 취임
- 2025년 1월 8일 : 제37회 졸업식(141명, 총 12,491명)
- 2025년 3월 4일 : 제40회 입학식(141명)

## 참고 자료
- 고려중학교 - 한국교육학술정보원 학교알리미